# بكوارة
بَكْوَارَة (بالهندستانية: پھگواڑہ) مدينة في ولاية بنجاب الهندية. وهي في ما بين نهري ستلج وبياس على 20 كيلومترا من جلندر.